# Artesillas
Artesillas är en ort i Mexiko.   Den ligger i kommunen Arteaga och delstaten Coahuila, i den centrala delen av landet, 700 km norr om huvudstaden Mexico City. Artesillas ligger 2 022 meter över havet och antalet invånare är 395.
Terrängen runt Artesillas är huvudsakligen kuperad, men söderut är den platt. Runt Artesillas är det mycket glesbefolkat, med 5 invånare per kvadratkilometer. Artesillas är det största samhället i trakten. Omgivningarna runt Artesillas är i huvudsak ett öppet busklandskap.